# Elbert S. Brigham
Elbert Sidney Brigham, född 19 oktober 1877 i kommunen St. Albans, Vermont, död 5 juli 1962 i staden St. Albans, Vermont, var en amerikansk politiker (republikan). Han var ledamot av USA:s representanthus 1925–1931.
Brigham efterträdde 1925 Frederick G. Fleetwood som kongressledamot och efterträddes 1931 av John E. Weeks.
Brigham är begravd på St. Albans Bay Cemetery i kommunen St. Albans i Vermont.